# ヴィエンヌ (イゼール県)
ヴィエンヌ （Vienne）は、フランス、オーヴェルニュ＝ローヌ＝アルプ地域圏、イゼール県のコミューン。

## 地理
ヴィエンヌはリヨンの南約30km、グルノーブルの北西約88kmにある。ローヌ川左岸にあり、サン＝ロマン＝アン＝ガルと向かい合っている。ローヌ川とゲール川の合流地点では、サント＝コロンブと向かい合っている。

## モットー

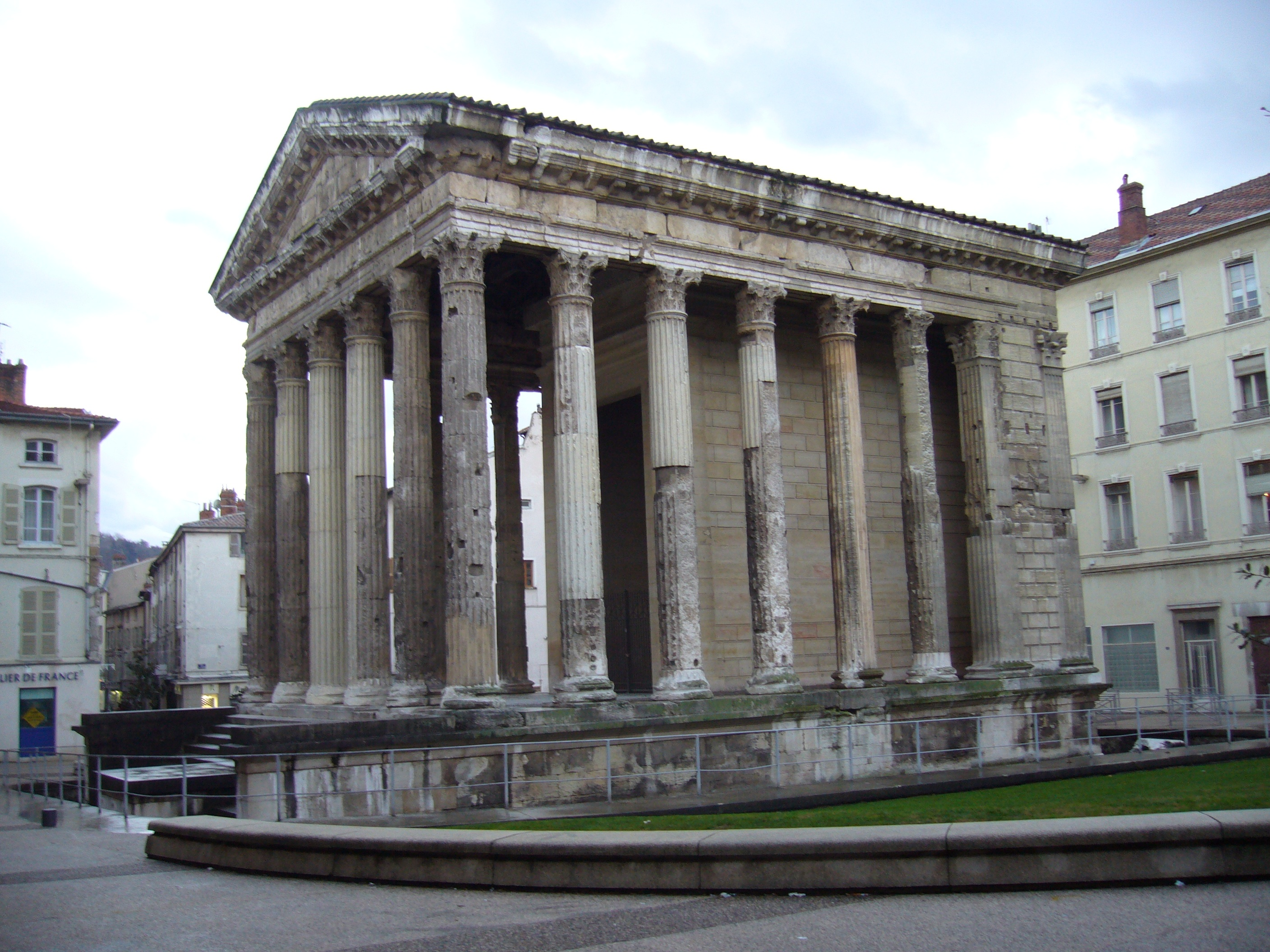
アウグストゥス・リウィア神殿

中世から1887年まで掲げられたヴィエンヌのモットーは、『聖なる都市ヴィエンヌ』（Vienna civitas sancta）である。古い時代のコミューンのキリスト教化、その宗教的な役割を示唆したものである（首位大司教の地位、数多くの宗教的機関、都市で保存されている重要な遺物）。現在のモットーは『元老院の都市ヴィエンヌ』（Vienna, urbs senatoria）である。この文言は非公式に16世紀から用いられていたが、1887年、カミーユ・ジョフレ市長時代に採用された。これは都市の古い歴史を呼び起こす。ヴィエンヌはローマ元老院に議員を送っていた。そして議会での活動は7世紀まで語り継がれた。モットーがこのように変えられたのは、共和国の非キリスト教政策に沿ったためである。

## 歴史

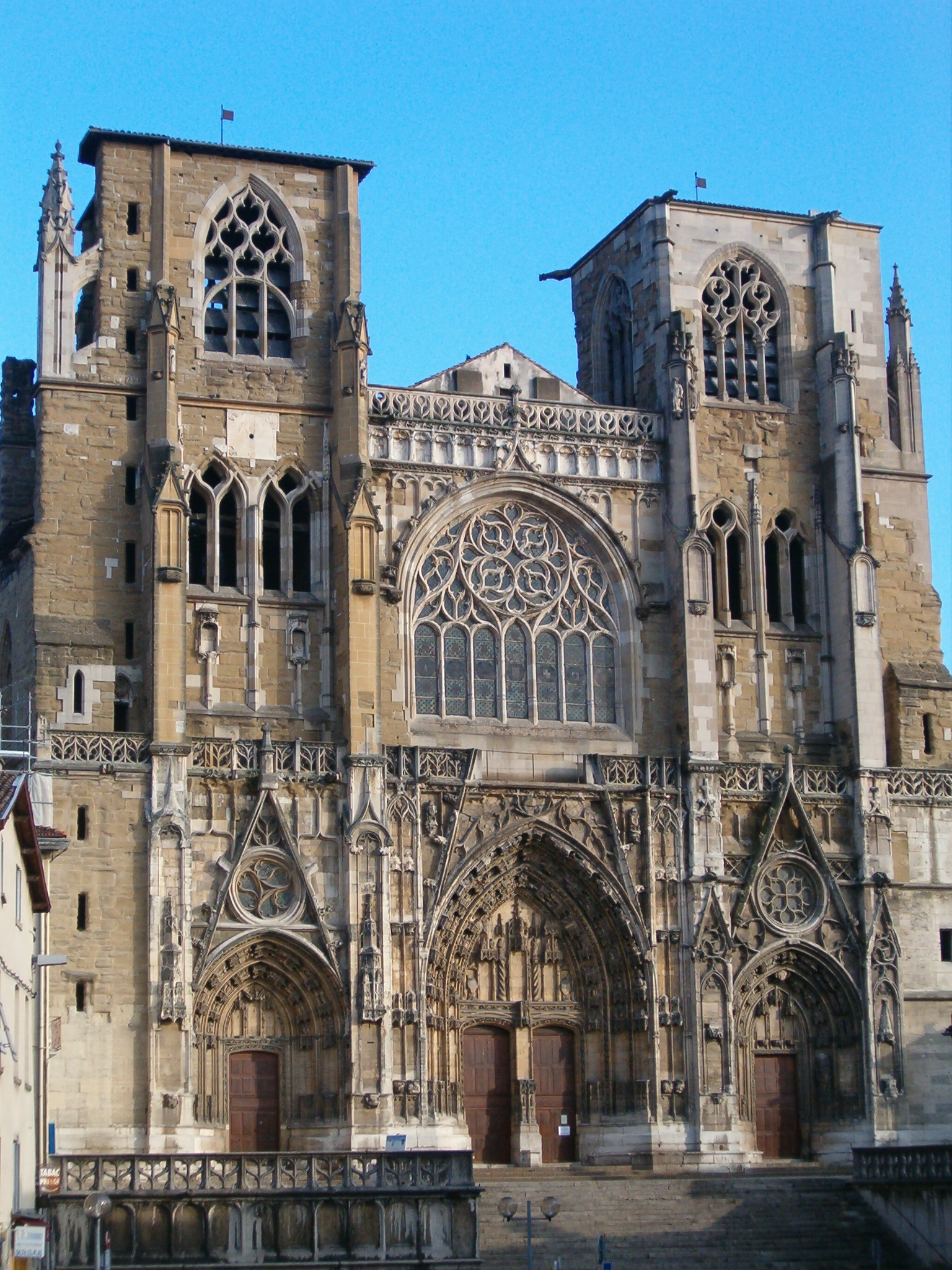
サン＝モーリス大聖堂

最初に人がヴィエンヌの地に定住したのは新石器時代（紀元前3000年から2500年）である。最初の定住地は、デストレッサン地区のサント＝エレーヌ丘で発見されている。青銅器時代にも高度な文化が存在し、陶器や剣を含む多くの出土品がある。
紀元前2世紀頃、ケルト系のアロブロゲス族（en）がこの地を中心地とした。紀元前50年、Colonia Julia Viennaの名でガイウス・ユリウス・カエサルによってローマ植民地とされた。紀元前44年、ガリア人反乱で、近接する別のローマ植民地ルグドゥヌム（fr、現在のリヨン）にいた最初の住民を追放した。ローマ時代はルグドゥヌムと競い合う重要な都市であった。神殿、フォルムのポーチ、劇場、競馬場、浴場などが完全でないにしろ現在も保存されている。ガリアで初めてユダヤ人共同体ができた地でもあった。衰退が始まる前の中世、ヴィエンヌはキリスト教世界における重要都市となった。
異教崇拝の時代である5世紀、聖マメールは既に祈願日（en）の習慣を導入していた。サン＝ピエール教会は5世紀に建てられており、アルプス以北にある同時代の建物として数少ない例で、ヨーロッパ有数の古い教会である。
ブルグント族の都市であるヴィエンヌは、ブルグント戦争後にメロヴィング朝に占領された。西フランク王シャルル2世の義弟ボソは、弱体化した王権の隙を突いて、879年に自らブルグント王を宣言し、皇帝の後継者たちとの争いを誘発した。首都であったヴィエンヌは数回包囲されている。最終的に884年にボソはブルグント王と認められ、887年にヴィエンヌで亡くなり、サン＝モーリス大聖堂に埋葬された。ヴィエンヌは最後の王ルドルフ3世時代までブルグントの主要都市であり続け、ルドルフ3世の死後1023年にヴィエンヌ伯領はヴィエンヌ司教へ与えられた。
1311年から1312年、ヴィエンヌでヴィエンヌ公会議が開催された。司教はガリアの首位司教（fr:Primat des Gaules）の称号を与えられ、1802年まで使用していた。
19世紀の産業革命では、工業都市となり、織物工場を含む多くの工場ができた。第一次世界大戦後、トルコによる大虐殺を逃れ多くのアルメニア人が移住し大きなアルメニア人共同体ができた。
1950年代後半に産業の空洞化に苦しみ、現在のヴィエンヌは豊富で多様な文化活動を擁する観光都市である。1981年7月より毎年開催される、ジャズ・フェスティヴァル、ジャズ・ア・ヴィエンヌ（Jazz à Vienne）は非常に有名である。

## 姉妹都市
- アルバセーテ、スペイン
- ウーディネ、イタリア
- ヴェレニエ、スロベニア
- エアリンゲン・アム・ネッカー、ドイツ
- グリニッジ (コネチカット州)、アメリカ合衆国
- ゴリス、アルメニア
- スヒーダム、オランダ
- ニース・ポート・タルボット、ウェールズ
- ピョートルクフ・トルィブナルスキ、ポーランド

## 出身者
- アルベール・セガン - 体操選手